# Karel Schuster
Mons. ThDr. Karel Schuster (12. listopadu 1861, Bystřice nad Pernštejnem – 19. října 1927, Praha) byl český římskokatolický kněz, apoštolský protonotář a kanovník Metropolitní kapituly u sv. Víta v Praze.

## Život
Narodil se 12. listopadu 1861 v Bystřici nad Pernštejnem.
Po studiu teologie byl 5. července 1887 vysvěcen na kněze. Stal se kaplanem ve farnosti Stráž u Tachova a tím byl až do 15. srpna 1888. Poté byl převeden jako kaplan do farnosti v Čelákovicích a zanedlouho se stal katechetou v Příbrami. Dne 1. srpna 1895 byl jmenován farářem v Bohuslavi. Roku 1899 začal působit jako profesor vojenské školy v Praze, kde vyučoval náboženství, češtinu, botaniku, mineralogii a geologii. Mimo jiné přednášel na Německé univerzitě v Praze. Roku 1902 získal doktorát z teologie.
Dne 22. září 1903 byl zvolen kanovníkem Metropolitní kapituly u sv. Víta v Praze pro cathedra germanica a slavnostně instalován byl 13. března 1904. Dále zastával jako kanovník pozice; decanus ad s. Apollinarem (1907), canonicus senior a canonicus cantor (1911), praelatus archidiaconus (1921).
Dne 13. dubna 1904 byl jmenován radou arcibiskupské konzistoře a v červnu stejného roku radou arcibiskupského soudu pro manželské záležitosti. Roku 1919 se stal viceoficiálem a o tři roky později oficiálem arcibiskupského církevního soudu. Roku 1920 byl ustanoven superiorem Milosrdných sester sv. Karla Boromejského.
Roku 1918 mu papež Benedikt XV. udělil titul Prelát Jeho Svatosti a roku 1921 titul Apoštolský protonotář.
Plynně hovořil německy, italsky, francouzsky a anglicky a překládal z těchto jazyků sloupky do českých časopisů.
Dne 10. srpna 1924 v Bystřici nad Pernštejnem na svátek sv. Vavřince, patrona zdejšího farního chrámu, požehnal třem novým zvonům se jmény Marie, Karel a Luitgarda (nahrazujícím zvony zničené během 1. světové války). Náklady na pořízení zvonu Karel (dle svého křestního patrona) sám uhradil. Tyto tři zvony byly roku 1942 zrekvírovány a zničeny za 2. světové války. Nahrazeny (po osmdesáti letech) třemi novým v říjnu 2022.
Byl postulátorem procesu svatořečení Marie Elekty.
Zemřel 19. října 1927 po dlouhé nemoci a pohřben byl na hřbitově v Bystřici nad Pernštejnem.